# Bottega Ranieri

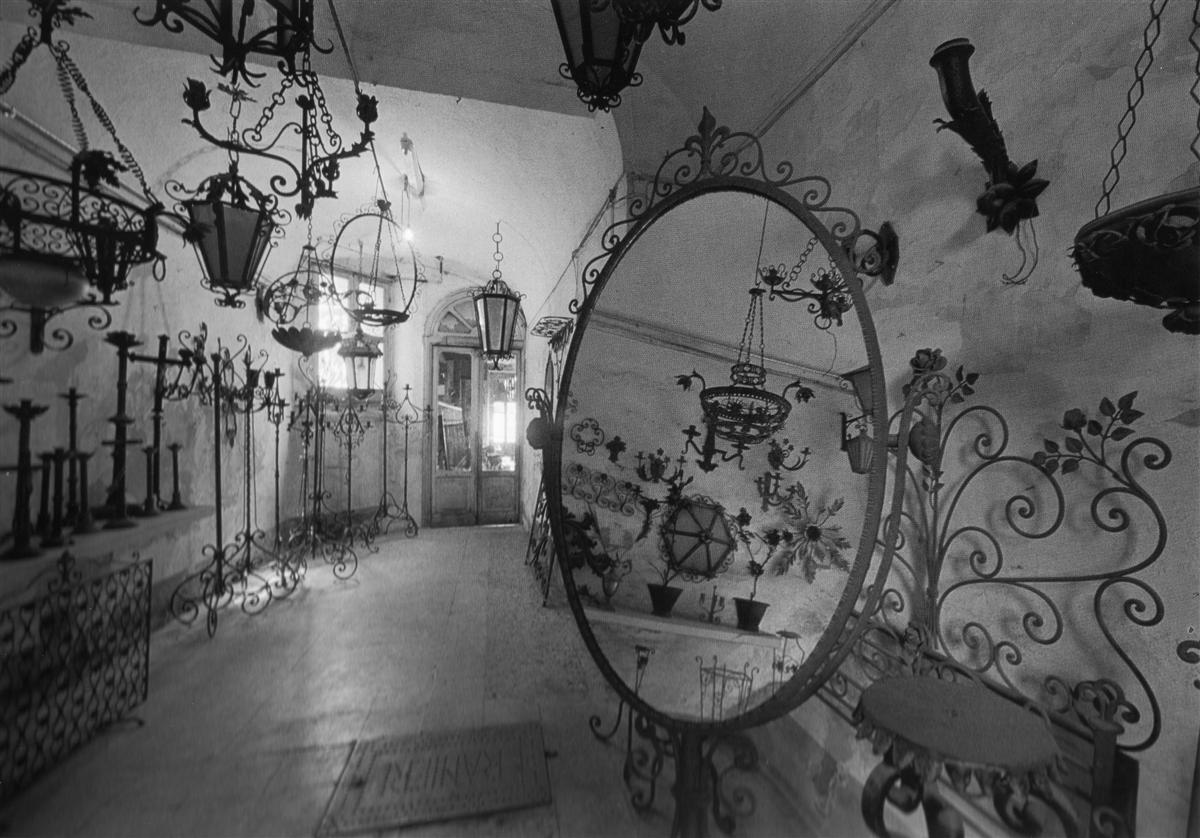
l'Antica Bottega Ranieri

La Bottega Ranieri fu una azienda artigianale di Guardiagrele, in Abruzzo, che si occupava di opere in ferro battuto artistico. Nella prima metà del Novecento divenne famosa in tutta Italia.
Si trovava in via Modesto Della Porta. 

## Storia
Nata nel 1898 dalla passione e dalla tenacia di due fratelli, Antonio e Felice, la bottega Ranieri a Guardiagrele divenne uno dei luoghi di eccellenza artigianale. Dopo una breve parentesi in Argentina, dove l'uso del ferro battuto artistico era in voga, i fratelli Ranieri tornarono in Italia, e inizialmente misero in pratica la conoscenza appresa dai loro antenati coltellinai per poi appassionarsi all'arte fabbrile. A Guardiagrele, all'epoca erano in gran voga gli stili neogotico-romantico e liberty del ferro battuto con le loro forme tondeggianti, ricche di elementi vegetali da cui è evidente una certa influenza sulle opere dei fratelli Ranieri. Ma la loro abilità subito si caratterizzò con uno stile proprio di grande pregio. Il fervore artistico che regnava a Guardiagrele all'inizio del ‘900 fece sì che la bottega Ranieri divenne ben presto conosciutissima in tutta Italia, grazie anche alle frequentazioni dei massimi letterati e artisti dell'epoca: D'Annunzio, Michetti, Cascella.
Pregevoli opere come imponenti cancelli, sculture, vasi, lampadari, balconate, mano a mano realizzate dai Ranieri, si aggiungevano nelle case più importanti d'Italia e per palazzi nobiliari come Pitti a Firenze, per le sedi delle banche e degli enti pubblici, per cappelle e case di senatori, oltre che per il Vaticano.
All'inizio del ‘900 la bottega ottenne il riconoscimento ufficiale della Casa Reale potendosi fregiare dello stemma sabaudo.
Alla morte dei fratelli Antonio e Felice, i loro figli Domenico, Nicola, Felice e il nipote Antonio decisero di prendersi cura della bottega e di continuare l'arte del ferro battuto tramandata dai padri.
Molti sono stati gli apprendisti formati nella storica Bottega Guardiese e, alcuni di loro, ancora oggi continuano ad applicare e tramandare le tecniche di lavorazione del ferro apprese dai maestri Ranieri.
L'antica bottega è ormai chiusa ma alcuni pezzi sono oggi esposti presso il Museo dell'artigianato artistico abruzzese.

## Galleria d'immagini

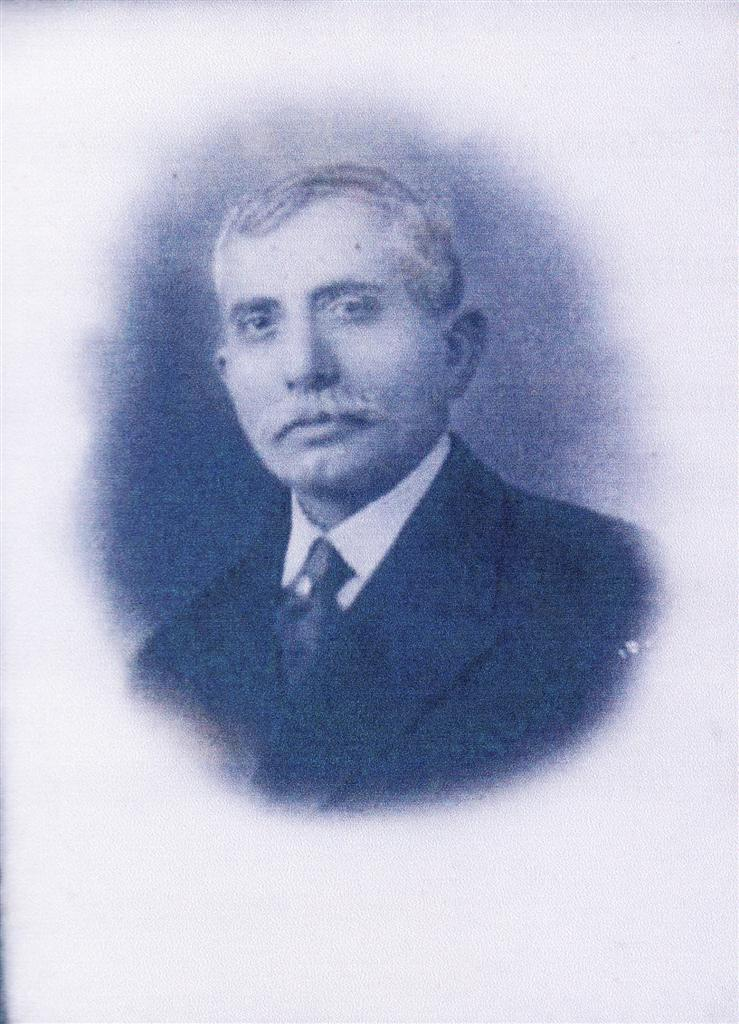
Antonio Ranieri 1863-1943
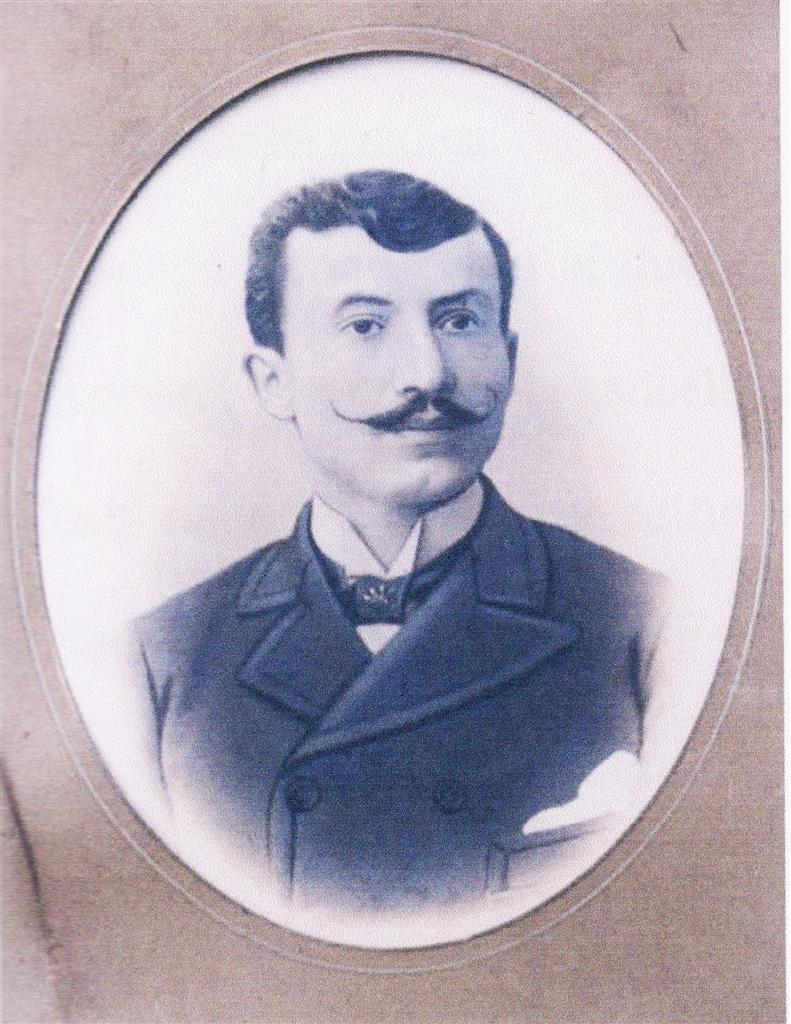
Felice Ranieri 1870-1935